# CAPSTONE
Il Cislunar Autonomous Positioning System Technology Operations and Navigation Experiment (CAPSTONE) è un orbiter lunare della NASA lanciato il 28 giugno 2022, il suo scopo è di verificare la stabilità dell'orbita (Orbita halo quasi rettilinea) in cui verrà posizionato il Lunar gateway. Inoltre la sonda ha lo scopo di testare alcune tecnologie innovative per determinare la sua posizione senza l'ausilio di sistemi da terra, ma utilizzando il Lunar Reconnaissance orbiter (LRO) come punto di riferimento.
L'orbiter è un CubeSat di 12 unità dal peso di 25 kg. Il lancio è stato effettuato da un vettore Electron dell'azienda Rocket Lab dal Launch Complex 1.

## La Missione
Il lancio è avvenuto il 28 giugno 2022 alle ore 09:55 UTC. CAPSTONE ha utilizzato un trasferimento balistico invece di un più convenzionale trasferimento diretto di Hohmann. Mentre traiettorie di questo tipo impiegano molto più tempo per raggiungere la loro destinazione (circa quattro mesi in questo caso, rispetto ai circa tre giorni utilizzando un tradizionale trasferimento diretto), riducono significativamente i requisiti di propulsione, il che può aumentare la massa del carico utile a bordo.
Il giorno 8 settembre 2022, a seguito una manovra di correzione, la sonda ha iniziato a ruotare su se stessa in modo anomalo, il 7 ottobre la NASA è riuscita a fermare la rotazione anomala attribuendo l'evento ad una valvola degli 8 propulsori che non si era chiusa completamente.
Il 13 novembre alle ore 18:48 EST è stata eseguita la manovra per l'inserimento nell'orbita programmata, avvenuto il 14 novembre.
Il 9 maggio 2023 è stato eseguito con successo l'esperimento di navigazione che ha coinvolto il Lunar Recoinnaissance Orbiter (LRO)
Il 18 maggio 2023 ha terminato la sua missione primaria anche se rimarrà ancora in orbita per continuare a studiarne la stabilità